# Asanthus
Asanthus, biljni rod iz porodice glavočika smješten u podtribus Alomiinae, dio tribusa Eupatorieae. Postoje tri priznate sjevernoameričke vrste (jugozapadni SAD, Meksiko,

## Opis
Asanthus (King & Robinson 1972) je mali rod koji se na različite načine stavlja u jednu grupu s Brickellia ili Steviopsis. Kromosomski i molekularni podaci slažu se i pokazuju da se razlikuje od bilo kojeg od ovih. Rod je karakterističan po svojim uskim vjenčićima s uspravnim režnjevima, dugim batinastim granama, neuvećanim i golim bazama i 10-rebrastim cipselama. Postoje 3 vrste u rodu, a molekularni podaci slažu se s morfološkim podacima i sugeriraju da je došlo do hibridizacije između dvije od njih (Schilling et al. 2013).

## Vrste
1. Asanthus solidaginifolius (A.Gray) R.M.King & H.Rob.
2. Asanthus squamulosus (A.Gray) R.M.King & H.Rob.
3. Asanthus thyrsiflorus (A.Gray) R.M.King & H.Rob.